# Timur Jaya
Timur Jaya is een bestuurslaag in het regentschap Bener Meriah van de provincie Atjeh, Indonesië. Timur Jaya telt 209 inwoners (volkstelling 2010).